# Burg Rüdberg
Die Burg Rüdberg war eine mittelalterliche Höhenburg bei Oberhelfenschwil im Kanton St. Gallen in der Schweiz, von der noch die Ruine vorhanden ist.

## Lage
Die Burg lag in Spornlage 50 Meter über der Thur an der alten Reichsstrasse durchs Toggenburg,  die Wil SG mit Wattwil verband. Die Ruine der Burg ist vom Bahnhof Dietfurt über ein Wanderweg in einer Viertelstunde zu Fuss zu erreichen.

## Geschichte

Rüden im Wappen der Toggenburger

Es ist nicht bekannt, wann genau die Burg entstanden ist, vermutlich aber im 13. Jh. Im Jahre 1267 wird erstmals ein Joanne milite de Ruotberch erwähnt, die Burg selbst wird 1270 erstmals als Castrum Rudeberg erwähnt. Der Namen Rüdberg bezieht sich wahrscheinlich auf den Rüden im Wappen der Toggenburger, unter deren Einfluss damals die Burg war. Sie diente bei der Güterteilung zwischen den Grafen Friedrich und Diethelm von Toggenburg im Jahre 1275 als einer der Grenzpunkte. Nach anderen Quellen könnte auch der Abt von St. Gallen der Lehensherr der Burg gewesen sein, denn dieser Verpfändete den Hof Bütschwil an den Grafen von Werdenberg-Heiligenberg. Ab 1303 tauchten die Herren von Rüdberg im Gefolge der Werdenberg-Heiligenberger auf. 1340 ist die Burg als Eigengut der Familie nachgewiesen, welche sie an die Toggenburger verpfändete. Im Jahre 1346 verzichteten die Werdenberg-Heiligenberger auf die vesti genannt Rüdberg zugunsten von Friedrich VII. von Toggenburg.
Es ist unklar, wie lange die Rüdberger auf der Burg wohnten, denn die Familie wird im 14. Jh. nicht mehr in schriftlichen Quellen erwähnt. Letzte Spuren sind ein 1314 genannter Siegfried von Rüdberg, der Schultheiss der Stadt Wil in St. Gallen war und ein Einsiedler mit dem Namen Johannes von Rüdberg, der 1375 erwähnt wird. Im 15. Jh. tauchten zwar auch wieder Rüdberger auf, jedoch ist es unsicher, ob diese mit den älteren Rüdbergern verwandt sind, da sie ein anderes Wappen führten. Sie scheinen eher eine jüngere Seitenlinie der Herren von Bludenz zu sein, wo sie bis ins 15. Jh. als Vögte im Dienste der Werdenberger waren. Sie scheinen Mitte des 15. Jh. in Geldnöte gekommen zu sein und mussten Güter verkaufen. Letztmals wird ein Joachim von Rüdberg 1473 urkundlich erwähnte.
Die Burg Rüdberg gelangte 1468 an die Abtei von St. Gallen und wurde dem Zerfall überlassen. 1504 wird sie noch als Burgstelle erwähnt.
Nachdem sich 1949 Raubgräber an der Burg zu schaffen gemacht hatten, wurden die Mauern in den nachfolgenden Jahren freigelegt und konserviert. Diese Arbeiten wurden bis 1954 abgeschlossen, ohne dass eine richtige archäologische Untersuchung vorgenommen wurde.

## Bauwerk
Die Burg war auf drei Seiten durch steil abfallende Hänge geschützt. Sie bestand aus einer Ringmauer, Wohnhaus und Turm. Die Umfassungsmauer und der Turm dürften nicht zur gleichen Zeit entstanden sein, da verschiedene Mauertechniken angewandt wurden.
Der Turm war auf der Ostseite angeordnet, der einzigen Seite ohne natürlichen Annäherungshindernis. Die Grundfläche des quadratischen Turms mass acht mal acht Meter. Im unteren Teil bestehen die Mauern aus Nagelfluh-Brocken, darüber sind die Mauern beidseitig mit Tuffstein-Quadern verkleidet. Ein ebenerdiger Zugang zum Turm wurde erst während den Ausgrabungsarbeiten geschaffen.
Das Burgtor befand sich auf der Westseite der Anlage. Vorgelagert war eventuell noch ein kleiner Zwinger vorhanden. Westlich der Kernburg gegen die Thur war eine grosse unbefestigte Freifläche vorhanden, die wahrscheinlich als Weide gedient hatte.